# Флеминг, Верн
Верн Флеминг (англ. Vern Fleming, род. 4 февраля 1962, Нью-Йорк, США) — американский профессиональный баскетболист, игравший на позиции разыгрывающего защитника. Был выбран на драфте НБА 1984 года под общим 18-м номером клубом «Индиана Пэйсерс»

## Карьера
Будучи игроком университета Джорджии, Флеминг выиграл золотую медаль в составе мужской баскетбольной команды Соединенных Штатов на летних Олимпийских играх в Лос-Анджелесе, затем начал свою профессиональную карьеру во время 18-го общего отбора - в драфте 1984 года  Indnian Pacers. Он играл в Indnian Pacers разыгрывающим в течение одиннадцати лет, разделяя свои обязанности с Хейвудом Уоркмэном и Марком Джексоном. Последний год своей карьеры в НБA играл с New Jersey Nets. Сейчас он на пенсии и живет в Фишерс, Индиана.